# Lago Arancio
Il lago Arancio è un bacino artificiale della Sicilia. Si trova nel territorio dei comuni di Sambuca di Sicilia, Santa Margherita di Belice e Sciacca, in provincia di Agrigento, sui monti Sicani.
A ovest è presente il bosco della Resinata e a est le gole della Tardara, un canyon scavato dal fiume Carboj, l'unico emissario del lago.
Può contenere fino a 32 milioni di metri cubi di acqua.

## Storia

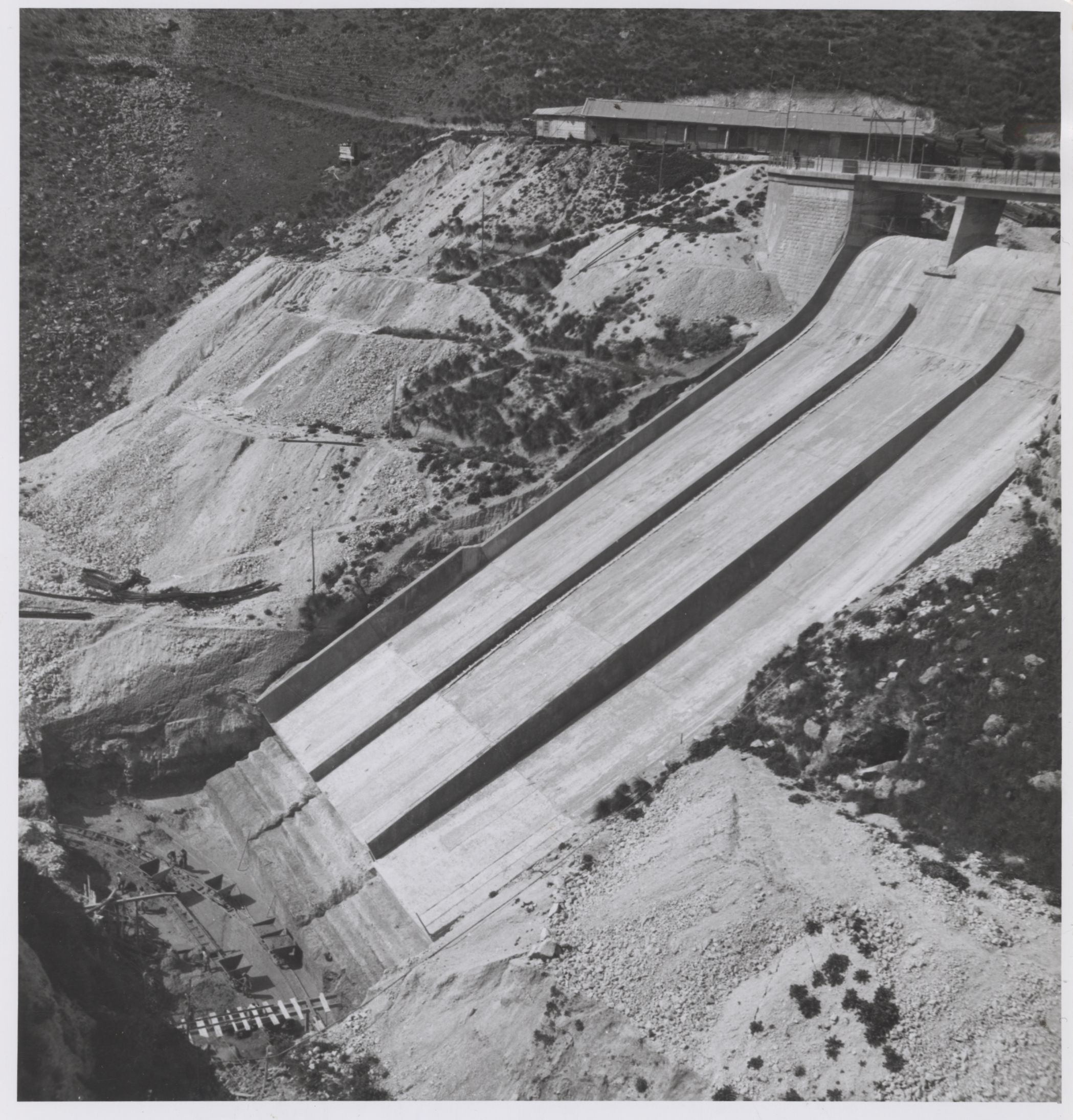
La diga sul Carboj. Foto del 1957 dall'Archivio storico del Touring Club Italiano.

È stato realizzato nel periodo 1949-1952 con la costruzione di una diga. Il livello dell'acqua ha così coperto il fortino di Mazzallakkar, residuo della dominazione araba. Nel 2000 lo Stato lo ha assegnato in gestione alla LIPU, che ne ha fatto un'oasi naturalistica.

## Flora e fauna
Tra la flora presente, vi sono, viti, ulivi, garighe, tamerici, salici bianchi e giunchi. La fauna invece è rappresentata da decine di specie di uccelli, che si fermano presso questo lago perché si trova lungo alcune rotte migratorie. Tra queste si ricordano l'airone cenerino, l'alzavola, il chiurlo, il codone e molti altri. Vi sono poi rospi smeraldini siciliani, rospi, rane, bisce d'acqua, tartarughe, biacchi e lucertole, oltre ai classici mammiferi che abitano la Sicilia.